# Fabian von Schoenaich
Fabian von Schoenaich (seit 1547 Freiherr) (* 19. Februar 1508 in Linderode; † 23. September 1591 in Beuthen an der Oder, Fürstentum Glogau) war Feldherr und kaiserlicher Kriegsrat. Er brachte großen Landbesitz zusammen, der nach seinem Tod wieder verloren zu gehen drohte. Dennoch ging aus diesem die Freie Standesherrschaft Carolath-Beuthen hervor.

## Herkunft und militärischer Aufstieg

Turniere des Herzogs August – Rennen mit Fabian von Schöneich auf dem Altmarkt in Dresden 1545

Er war ein Angehöriger des Uradelsgeschlechts Schönaich aus der Niederlausitz. Sein Vater stammte aus der Linie Sprottau des Geschlechts und war Georg von Schoenaich, Pfandherr von Sprottau. Die Mutter war Katharina (geb. von Gladiß).
Im Alter von 13 Jahren kam er als Edelknabe an den Hof von König Sigismund von Polen. In der Folgezeit machte er Kriege gegen die Russen und Osmanen mit. Im Jahr 1535 kämpfte er neben seinem Vater in den Niederlanden und 1538 in Ungarn. Im Jahr 1541 wurde er Rittmeister. Ein Jahr später kämpfte er auf Seiten des Herzogs Moritz von Sachsen in der Wurzener Fehde. Unter Kurfürst Joachim II. von Brandenburg kämpfte er in Ungarn. Inzwischen zum Oberst ernannt, kämpfte Schoenaich 1543 vor Landrecy. Zwei Jahre später beteiligte er sich an dem Feldzug des Herzogs Moritz gegen Heinrich d. J. von Braunschweig.

## Militär in kaiserlichen Diensten
Während des Schmalkaldischen Krieges kämpfte er auf kaiserlicher Seite. Er befehligte während der Schlacht bei Mühlberg drei Husarenregimenter und bekämpfte erfolgreich den rechten Flügel der Kavallerie des Kurfürsten Johann Friedrich. Außerdem nahm er Herzog Ernst von Braunschweig-Grubenhagen gefangen. Noch auf dem Schlachtfeld schlug ihn Karl V. zum Ritter und nahm ihn in den Orden vom Goldenen Vlies auf. Kurfürst Moritz ernannte von Schoenaich zum Hauptmann des Herzogtums Sagan und Priebus. Er behielt dieses Amt auch, nachdem der Kurfürst das Gebiet mit dem König Ferdinand gegen die Herrschaft Eulenburg tauschte. Im Auftrag des Kaisers sollte er 1551 tausend Reiter zur Verteidigung von Siebenbürgen anwerben. Schoeneich warb aber 2000 Mann an. Ihm gelang es nicht die Truppen im Zaum zu halten und auf dem Marsch nach Ungarn kam es zu Übergriffen und Unbotmäßigkeiten.

## Ausbau des Besitzes
Trotz des Misserfolgs dieses Feldzuges hat Schoenaich während seines jahrelangen Militärdienstes ein erhebliches Vermögen eingenommen. Er konnte sogar König Ferdinand Darlehen gewähren. In der Folge erhielt er auch die Hauptmannschaft über Sorau und Triebel. Sorau, Triebel und für zwanzig Jahre auch Sagen erwarb allerdings kurz darauf der Bischof von Breslau. Im Jahr 1557 zog sich Schoenaich nach Sprottau zurück und übernahm das Erbe des 1556 gestorbenen Vaters.
Im Jahre 1555 hatte er Euphemia (geb. von Seydlitz) geheiratet. Aus der Verbindung ging ein Sohn hervor, der bald darauf starb.
Er wurde kurze Zeit später auch Vormund seines Neffen Georg von Schoenaich und wurde dessen Vermögensverwalter. Mit dem eigenen und dem verwalteten Vermögen erwarb er eine große Zahl verpfändeter Dörfer und kaufte 1558 die Herrschaft Muskau. Er erwarb des Weiteren den Pfandbesitz der königlichen Herrschaft Freystadt und 1561 die Kastellanei Beuthen (also entsprechend die Herrschaft Carolath-Beuthen).
In der Folge war Schoenaich bemüht, den Ertrag seines Besitzes zu steigern und legte dazu neue Dörfer an. In der Stadt Beuthen begünstigte er die Einführung der Reformation.
Auch Kaiser Maximilian II. nahm Schoenaichs Dienste in Anspruch. Für diesen warb er Truppen an und war an der Belagerung von Gotha beteiligt. Als Dank wurde er zum Kriegsrat ernannt. Auch Kurfürst August ernannte ihn zum Rat.
In Schlesien gehörte er nunmehr zu den reichsten Adeligen und bemühte sich um den Erwerb eines Fürstentums. Erste Versuche scheiterten. Im Jahr 1568 erwarb er dann die Herrschaft Parchwitz.

## Streit um den Besitz
Den Besitz erblich zu machen scheiterte unter Kaiser Rudolf II. Hintergrund war, dass er dem Kaiser kein Geld lieh; hinzu kam, dass seine untergebenen Offiziere über unregelmäßige Soldzahlungen klagten. Auch der Neffe Johann Georg klagte am Hofe auf die Herausgabe seines Erbteiles. Auf Druck des Kaisers kam es 1573 zum Vergleich von Parchwitz, den von Schoenaich nur teilweise erfüllte und dem Neffen Muskau übertrug. Einem zweiten Vergleich 1578 und der Einbestellung in die landesherrliche Stadt Prag 1579 kam er nicht nach.
Im Jahr 1580 starb seine erste Ehefrau. Zwei Jahre später ging der 73-Jährige die Ehe mit der wesentlich jüngeren Elisabeth von Landskron ein. Als Leibgedinge musste er auf Druck der Familie seiner Frau ihr die Herrschaft Carolath übergeben. Nach dem Tod des Neffen setzte er sich in Besitz von Muskau und kam damit der Einziehung als heimgefallenes Lehen zuvor. Die schlesischen Güter fielen an Böhmen zurück, das Fabian von Schoenaich für die Beanspruchung von Muskau kritisierte.
In der Folge versuchte die Familie Schoenaich vom Kaiser die Belehnung mit der gesamten Hand zu erlangen, um den Besitz zusammenzuhalten. Die notwendigen Bestechungsgelder scheute Fabian von Schoenaich allerdings. Weil seine Sache zu scheitern drohte, reiste der alte Schoenaich 1590 nach Prag. Er wurde aber gar nicht empfangen. Zurückgekehrt nach Beuthen wurde ihm eine lange Klageschrift übergeben, aber auf einen Prozess drängte der Hof nicht mehr, da der Tod Schoenaichs bevorzustehen schien. Der böhmische Landesherr Rudolf II. sah sich als Erben des Besitzes. Darunter sollen allein 100.000 Taler Bargeld und Schuldverschreibungen gewesen sein.
Das Geldvermögen konnten die Erben beim Tod Fabians von Schoenaichs vor dem Kaiser verbergen. Schwieriger erwies sich die Behauptung des Grundbesitzes. Georg von Schoenaich gelang es schließlich 1594 vom Kaiser die Besitzungen Carolath, Beuthen und Milkau unter Auflagen für 100.000 Taler zurückzukaufen. Er heiratete zudem die Witwe Fabian von Schoenaichs. Ihm gelang es dabei statt der Herrschaft Carolath das Leibgedinge in eine Geldzahlung von 30.000 Talern zu verwandeln. Wegen seiner Dienste wurde ihm 1601 die Errichtung der einer Standesherrschaft gestattet.